# Carmine Crocco
Carmine Crocco, detto Donatelli o Donatello (Rionero in Vulture, 5 giugno 1830 – Portoferraio, 18 giugno 1905), è stato un brigante italiano tra i più noti e rappresentativi del periodo risorgimentale.
Era il capo indiscusso delle bande del Vulture-Melfese, sebbene agissero sotto il suo controllo anche diverse formazioni dell'Irpinia e della Capitanata. Dapprima militare borbonico, disertò e si diede alla macchia. In seguito, combatté nelle file di Giuseppe Garibaldi, poi per la reazione borbonica, divenendo comandante di un'armata di duemila uomini, che fece della Basilicata uno dei principali epicentri del brigantaggio postunitario italiano nel Mezzogiorno continentale d'Italia. Si distinse da altri briganti del periodo per chiara e ordinata tattica bellica e imprevedibili azioni di guerriglia, qualità che vennero esaltate dagli stessi militari sabaudi.
Alto 1,75 m, dotato di un fisico robusto e un'intelligenza non comune, fu uno dei più temuti e ricercati fuorilegge del periodo post-unitario, guadagnandosi appellativi come "Generale dei Briganti", "Generalissimo", "Napoleone dei Briganti", e su di lui pendeva una taglia di 20.000 lire.
Arrestato nel 1864 dalla gendarmeria dello Stato Pontificio, ove aveva tentato di trovar riparo, venne processato nel 1870 da un tribunale italiano. Fu condannato a morte, poi commutata in ergastolo nel carcere di Portoferraio. Durante la detenzione, scrisse le sue memorie, che divennero oggetto di dibattito per sociologi e linguisti. Benché una parte della storiografia dell'Ottocento e inizi del Novecento lo considerasse principalmente un ladro e un assassino, a partire dalla seconda metà del Novecento iniziò ad essere rivalutato come un eroe popolare, in particolar modo da diversi autori della tesi revisionista, anche se la sua figura rimane ancora oggi controversa.

## Biografia

### Le origini e la giovinezza

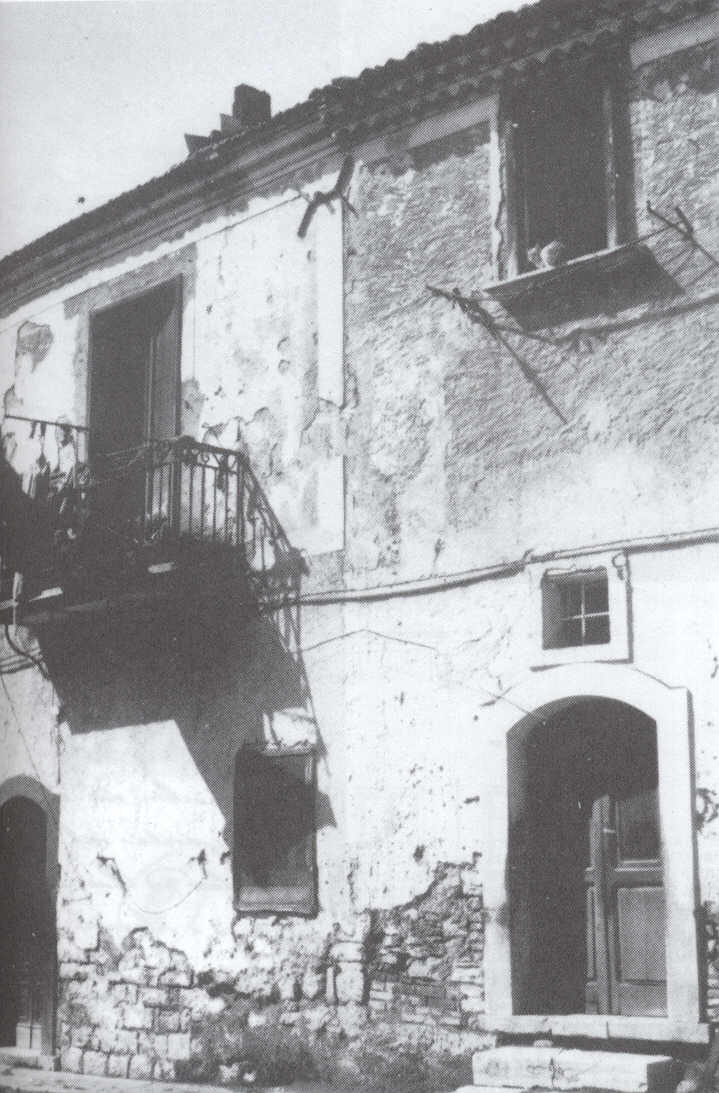
La casa natale di Crocco

Nacque a Rionero in Vulture, all'epoca nel distretto di Melfi della provincia di Basilicata, oggi provincia di Potenza. Contrariamente a quanto riportato da numerose fonti bibliografiche, l'atto di nascita custodito presso l'Archivio dello Stato Civile di Rionero attesta che il suo cognome era Crocco. Secondo un manoscritto di Gennaro Fortunato, zio del meridionalista Giustino, il soprannome Donatello (o Donatelli) apparteneva a suo nonno paterno, Donato Crocco.
Suo padre Francesco era pastore presso la nobile famiglia venosina di don Nicola Santangelo mentre sua madre, Maria Gerarda Santomauro, era una massaia che coltivava un piccolo campo a Rionero. Dei suoi primi periodi di vita si è a conoscenza tramite le sue memorie. Secondogenito di cinque figli (tre fratelli: Donato, Antonio e Marco; una sorella: Rosina), visse un'infanzia piuttosto tranquilla, sebbene le condizioni familiari fossero misere. Crebbe con i racconti di suo zio Martino, ex sergente maggiore dell'artiglieria napoleonica che perse la gamba sinistra a causa di una palla di cannone nell'assedio di Saragozza (durante la Guerra d'indipendenza spagnola) e da cui imparò a leggere e scrivere.
Nel 1836, ancora bambino, in una mattinata di aprile di quell'anno, vide entrare nella sua abitazione un cane levriero che aggredì un coniglio, lo trascinò fuori di casa e lo dilaniò. Suo fratello Donato uccise il cane con un randello. Per sua sfortuna, l'animale apparteneva ad un signorotto del posto, un tale don Vincenzo, che, trovando la bestia morta vicino alla dimora dei Crocco, picchiò violentemente Donato con un frustino.
La madre, incinta di cinque mesi, si frappose tra il signorotto e suo figlio, subendo dall'aggressore un forte calcio al ventre che la costrinse ad una lunga degenza a letto e, per poter rimanere in vita, fu costretta ad abortire. Pochi giorni dopo il signorotto si presentò dal giudice ed accusò il padre, il quale, venuto a conoscenza dell'accaduto, avrebbe tentato di ucciderlo con un'arma da fuoco. I gendarmi si recarono subito a Venosa e portarono Francesco al carcere di Potenza. Si apprese solo dopo due anni e mezzo che non fu suo padre a compiere il gesto ma un anziano del posto, il quale rivelò, in punto di morte, di esser stato lui l'autore del tentato omicidio. La madre, ancora avvilita per la perdita di un figlio non ancora nato, cadde in profonda depressione per l'incarcerazione del marito e, divenuta pazza, fu rinchiusa in manicomio. Per poter mandare avanti la famiglia, furono venduti i loro miseri possedimenti e i figli furono affidati ad altri parenti.
Con il padre in carcere e la madre con seri problemi di salute, il giovane Crocco, assieme al fratello Donato, andò a lavorare come pastore in Puglia; sporadicamente tornava nel suo paese natio ma sua madre, sempre più logorata da problemi psichici, non lo riconobbe più e morì poco tempo dopo nel manicomio dove fu ospitata. Nel 1845, ancora quindicenne, salvò la vita ad un nobile della zona, don Giovanni Aquilecchia di Atella, che volle attraversare imprudentemente le acque dell'Ofanto in piena. Come compenso, Aquilecchia regalò 50 ducati a Crocco, che li sfruttò per poter ritornare nella sua Rionero dopo il suo soggiorno lavorativo in Puglia, e permise anche la scarcerazione di suo padre, tramite suo cognato don Pietro Ginistrelli, un uomo importante ed influente.
Tornato a casa, suo padre era divenuto vecchio e malato, e Carmine dovette assumersi il compito di mantenere la famiglia, iniziando a lavorare come contadino presso la masseria di don Biagio Lovaglio a Rionero. Un mattino di maggio 1847, conobbe don Ferdinando, il figlio di don Vincenzo, colui che assalì suo fratello e sua madre. Don Ferdinando apparve diverso dal suo genitore e si mostrò gentile nei suoi confronti, rimanendo sconfortato per il male che il padre aveva arrecato alla sua famiglia.
Offrì al giovane Crocco il posto di fattore in una masseria di sua proprietà, ma lui preferì avere in affitto tre tumuli di terra, con i quali sperava di guadagnare 200 scudi che gli avrebbero permesso di evitare il servizio militare. Don Ferdinando promise che avrebbe contribuito al raggiungimento della cifra necessaria al momento della chiamata di leva, ma l'accordo si vanificò, poiché il signorotto unitosi ai rivoluzionari napoletani venne trucidato da alcuni soldati svizzeri a Napoli il 15 maggio 1848.
Così Crocco si ritrovò arruolato nell'esercito borbonico, nel primo reggimento d'artiglieria, prima nella guarnigione di Palermo e poi di Gaeta con il grado di caporale. L'esperienza militare durò circa quattro anni e Crocco disertò dopo aver ucciso un commilitone in un duello rusticano; le circostanze non sono chiare, si pensa a causa di una rivalità in amore o perché accusato ingiustamente dalla vittima di furto. Tuttavia, il servizio di leva fu una delle esperienze che formeranno la sua organizzazione e strategia bellica.

### Le prime azioni criminali, l'arresto e la fuga

Il presunto delitto d'onore di Crocco, illustrazione dei primi del Novecento

Con la sua partenza, fu la sorella Rosina, non ancora diciottenne, ad avere il compito di mantenere la famiglia. Secondo il racconto dello stesso Crocco, Rosina ricevette continue proposte da un uomo invaghito di lei, un certo don Peppino. La ragazza, completamente disinteressata, gli mostrò sempre indifferenza e lui, non sopportando i suoi continui rifiuti, andò in giro a diffamarla; infine costui avrebbe incaricato una mezzana di approcciarla. Rosina, scioccata, sfregiò con il rasoio il viso della mezzana, e quindi, fuggì dai parenti per invocare protezione e aiuto. Crocco seppe dell'accaduto e, furibondo, volle riparare l'offesa subita dalla sorella.
Conoscendo le abitudini di don Peppino, che generalmente frequentava un circolo per giocare d'azzardo nelle ore serali, attese il ritorno del signorotto davanti alla sua abitazione. Al suo arrivo, gli domandò il perché del suo gesto nei confronti della sorella, dandogli del "mascalzone". Don Peppino non tollerò l'aggettivo attribuitogli e gli diede un colpo di frustino in viso. Colto dall'ira, Crocco estrasse un coltello e lo uccise. Compiuto l'assassinio, fu costretto alla fuga e ad abbandonare il servizio militare, trovando rifugio nel bosco tra Ripacandida e Forenza, posto in cui era facile trovare altre persone sfuggite alla legge.
Sospettando che il brigante, con il racconto del delitto d'onore, avesse voluto accampare una giustificazione morale della sua vita di fuorilegge, il capitano Eugenio Massa, che collaborò alla realizzazione dell'autobiografia di Crocco, condusse accurate indagini sul posto quarant'anni dopo. Con l'ausilio del medico Basilide Del Zio, Massa riuscì ad accertare che a Rionero, negli anni cinquanta dell'Ottocento, non aveva avuto luogo nessun delitto nelle circostanze descritte da Crocco. Nella biografia sul brigante, Basilide Del Zio confermò la versione di Massa, sostenendo che tale vicenda del delitto d'onore fosse priva di fondamento. Ciononostante, la storia del delitto d'onore è stata presa sul serio, secondo lo storico Ettore Cinnella, poiché per molto tempo si è attinto alle ristampe successive dell'autobiografia di Crocco, senza le note e l'apparato critico a cura di Massa che accompagnavano la prima edizione. In questo periodo Crocco iniziò ad avere i primi contatti con altri fuorilegge, costituendo una banda armata che visse di rapine e furti. Fu arrestato e incarcerato il 13 ottobre 1855, ricevendo una condanna di 19 anni di carcere. Il 13 dicembre 1859 riuscì ad evadere, nascondendosi tra i boschi di Monticchio e Lagopesole.

### La partecipazione allaSpedizione dei Mille

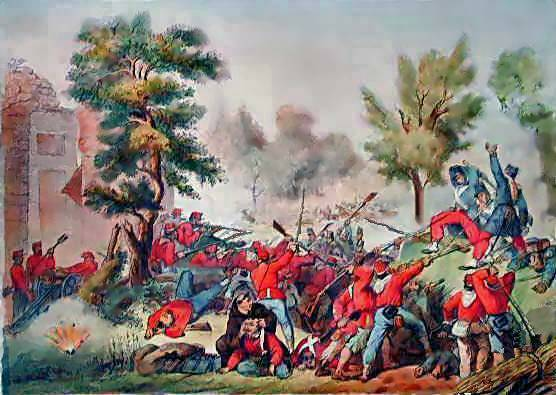
La battaglia del Volturno, conflitto a cui Crocco partecipò con i garibaldini

Crocco venne a sapere tramite notabili della zona che Camillo Boldoni, membro del comitato insurrezionale basilicatese, avrebbe fatto concedere la grazia ai soldati disertori che avessero appoggiato la campagna militare di Garibaldi contro i Borbone (Spedizione dei Mille), per poter conseguire l'unità d'Italia. Crocco, nella speranza di un'amnistia per i suoi reati, aderì ai moti liberali del 1860 e, unendosi agli insorti lucani e all'esercito garibaldino (17 agosto 1860) seguì Garibaldi fino al suo ingresso a Napoli.
Combatté come sottufficiale a Santa Maria Capua Vetere e, successivamente, nella celebre battaglia del Volturno. Secondo le testimonianze dei rivoluzionari del tempo, Crocco prestò i suoi servigi con zelo e attaccamento al moto nazionale. Cinto dal tricolore, tornò a casa vittorioso e, fiducioso di poter ottenere quanto gli era stato promesso, si recò a Potenza dal governatore Giacinto Albini, il quale assicurò che l'amnistia sarebbe stata acconsentita. In realtà, le cose andarono in direzione opposta: Crocco non ricevette la grazia e fu emesso il suo mandato d'arresto.
La sua condanna fu aggravata a causa del sequestro di Michele Anastasia, capitano della Guardia Nazionale di Ripacandida, compiuto con l'aiuto di Vincenzo Mastronardi e avvenuto prima dei moti risorgimentali di agosto. Crocco tentò la fuga ma venne sorpreso a Cerignola e nuovamente incarcerato.

### Il ruolo nel brigantaggio meridionale

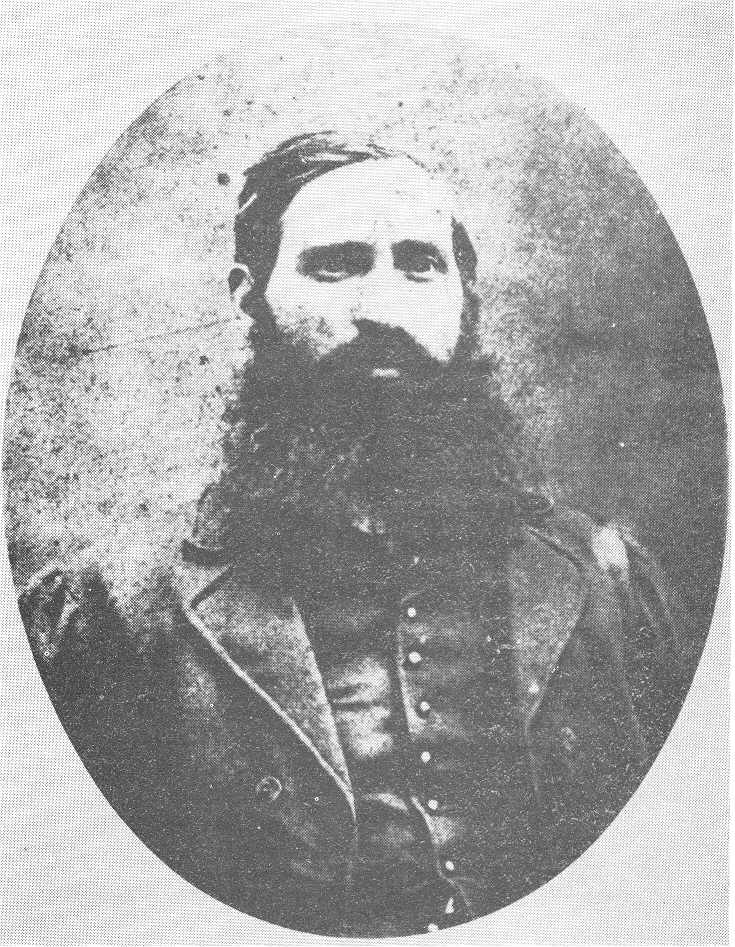
Fotografia di Carmine Crocco

Nel frattempo, il popolo basilicatese, afflitto dalla miseria e dagli aumenti dei prezzi sui beni di prima necessità, iniziò a rivoltarsi contro l'appena costituito Stato italiano, poiché con il cambiamento politico non ottenne alcun beneficio, mentre la classe borghese (in passato fedele ai Borbone) conservò intatti i propri privilegi dopo aver appoggiato, opportunisticamente, la causa risorgimentale. Contribuirono ad aumentare ulteriormente il malcontento del basso popolo la mancata redistribuzione delle terre (che rimasero in possesso dei baroni), l'aggravio delle tasse, il servizio militare obbligatorio, la fucilazione dei renitenti alla leva (a volte presunti) senza possibilità di giustificazione e un regime poliziesco che puniva persino il reato d'opinione (una popolana di Melfi, Maria Teresa Capogrossi, mentre lavava i panni con altre lavandaie, venne arrestata per aver proferito parole di elogio nei confronti di Francesco II, denigrando il nuovo governo). In numerosi centri della provincia si scatenarono ribellioni contadine per sollecitare la quotizzazione demaniale ma furono prontamente represse e qualificate dal Governo Prodittatoriale Lucano come «reazionarie e antiliberali».
I membri dei comitati filoborbonici, intenzionati a ripristinare il vecchio regime sfruttando la rabbia dei ceti popolari, cercarono una persona in grado di guidare la rivolta. Crocco, detenuto nel carcere di Cerignola e prima di esser tradotto nel bagno penale di Brindisi di Montagna, venne fatto evadere dai Fortunato, influente famiglia realista, nonché parenti del meridionalista Giustino. Irritato per le promesse non mantenute dai liberali, ebbe l'opportunità di riscattarsi, di diventare il capo dell'insurrezione legittimista contro lo Stato Italiano appena unificato, con la promessa di ricevere un solido supporto di uomini, soldi e armi. Crocco, benché non avesse mai nutrito simpatie per la corona borbonica e disposto a tutto pur di redimere il proprio passato, decise di passare alla causa di Francesco II, ultimo re delle Due Sicilie che subentrò al padre Ferdinando II dopo la sua morte, dalla quale si sentiva «sicuro di ricavarne guadagno e gloria».
Intorno a Crocco si avvicinarono numerosi ribelli, perlopiù persone spinte dalla fame e dalle ingiustizie sociali, nella speranza che un mutamento governativo potesse contribuire a migliorare la loro esistenza. Con il sostegno di parte del clero locale e di potenti famiglie legate ai reali borbonici come i Fortunato e gli Aquilecchia di Melfi, Crocco assunse il comando di circa duemila uomini, che per la maggior parte erano persone nullatenenti e disilluse dal nuovo governo italiano, oltre che da ex militari del regno borbonico, reduci del disciolto esercito meridionale e criminali comuni. Al comando di una possente armata, tra cui spiccavano temuti luogotenenti come Ninco Nanco, Giuseppe Caruso, Caporal Teodoro e Giovanni "Coppa" Fortunato, Crocco partì all'attacco sotto il vessillo dei Borbone, sconvolgendo diverse zone del meridione e costituendo un serio pericolo per il giovane stato unitario.
Crocco, nel periodo di Pasqua del 1861, occupò la zona del Vulture nel giro di dieci giorni. In ogni territorio conquistato (seppur per breve tempo), dichiarava decaduta l'autorità sabauda, istituiva una giunta provvisoria, ordinava che fossero esposti nuovamente gli stemmi e i fregi di Francesco II e faceva intonare il Te Deum. Secondo le cronache dell'epoca, gli assedi dell'armata di Crocco furono sanguinari e disumani: persone appartenenti, prevalentemente, alla classe borghese e liberale venivano ricattate, rapite o barbaramente uccise da Crocco in persona o dai suoi uomini e le loro proprietà venivano depredate. Nella maggior parte dei casi, però, egli e le sue bande venivano accolti positivamente e supportati dal ceto popolare. Lo stesso Del Zio ammise che il brigante «aveva proseliti in ogni comune, era il terrore dei commercianti» e dei «grandi proprietari, o coloni di vaste ed estese masserie, ai quali un semplice biglietto di Crocco per aver denari, vitto ed armi, era più che sufficiente a gettarli nel terrore».
Il 7 aprile occupò Lagopesole e il giorno successivo Ripacandida, dove sconfisse la guarnigione locale della Guardia Nazionale Italiana e lo stesso Anastasia, che aveva denunciato Crocco per il suo rapimento, venne trucidato. Il 10 aprile i briganti entrarono a Venosa e la saccheggiarono, mettendo in fuga i militi della Guardia Nazionale e la cittadinanza borghese che si rifugiarono nel castello. Il popolo, accorso entusiasta incontro ai briganti, indicò loro le case dei galantuomini. Durante l'occupazione di Venosa, venne assassinato Francesco Saverio Nitti, medico ex carbonaro, nonno dell'omonimo statista, e la sua abitazione fu razziata. Fu poi la volta di Lavello, in cui Crocco fece istituire un tribunale che giudicò 27 liberali; le casse comunali furono svuotate di 7.000 ducati ma, davanti alla supplica del cassiere comunale di lasciare il denaro per i poveri, Crocco ne prese solamente 500. Dopo Lavello toccò a Melfi (15 aprile), dove Crocco fu accolto trionfalmente (anche se alcuni ricordano mestamente l'entrata dei suoi uomini nella città melfitana per via della macabra uccisione e mutilazione del parroco Pasquale Ruggiero). L'occupazione di Melfi destò particolare preoccupazione da parte del regno Italiano, tant'è che lo stesso Garibaldi venne informato dai patrioti meridionali del «governo provvisorio a Melfi» e ne fece menzione durante un'interpellanza parlamentare.
Con l'arrivo di rinforzi regi da Potenza, Bari e Foggia, Crocco fu costretto ad abbandonare Melfi e, con i suoi uomini, si spostò verso l'Irpinia, occupando, qualche giorno dopo, comuni come Monteverde, Aquilonia (a quel tempo chiamata "Carbonara"), Calitri, Conza e Sant'Angelo dei Lombardi. Il 16 aprile tentò di prendere Rionero, il suo paese natale, ma venne respinto. Le famiglie Brienza, Grieco e D'Andrea riunirono contro le forze di Crocco i piccoli proprietari e i professionisti, e subito dopo, con una petizione in cui raccolsero circa 300 firme, denunciarono alle autorità come manutengoli, i componenti della famiglia Fortunato, fra cui Giustino senior, capo del governo Borbonico dopo la repressione dei moti del 1848. Dopo un'altra sconfitta nei pressi di San Fele, il 10 agosto Crocco riottenne una vittoria a Ruvo del Monte con il supporto popolare, trucidando una decina di notabili, e abbandonò il paese incalzato dai regolari, comandati dal maggiore Guardi.
Arrivate le truppe unitarie, la comunità di Ruvo fu punita con una feroce rappresaglia per aver collaborato con gli invasori, effettuando il rastrellamento e l'immediata fucilazione di numerosi abitanti. Guardi ordinò al sindaco di fornire il suo contingente ma, di fronte ad un diniego motivato poiché le casse furono trafugate dai briganti, fu arrestato assieme ad altri rappresentanti della cittadinanza, per attentato alla sicurezza interna dello Stato e complicità in brigantaggio. Crocco si acquartierò a Toppacivita, nelle vicinanze di Calitri, e, il 14 agosto, fu attaccato dai regi soldati, i quali subirono una netta sconfitta. Tuttavia, forse dubbioso sulle sorti della propria spedizione e visto il mancato arrivo di rinforzi più volte promesso dai comitati filoborbonici, decise improvvisamente di sciogliere la sua truppa, intenzionato a trattare con il nuovo governo. Il barone savoiardo Giulio De Rolland, nominato nuovo governatore della Basilicata al posto del dimissionario Giacomo Racioppi, era disposto a trattare con lui ed informò il generale Enrico Cialdini, luogotenente del re a Napoli, riguardo alle trattative di resa del brigante. Cialdini incaricò di dirgli però che «saranno ricompensati quelli che renderanno dei servigi, ma non accorda grazia piena a nessuno: è questo un attributo del sovrano».

### La spedizione di Borjes

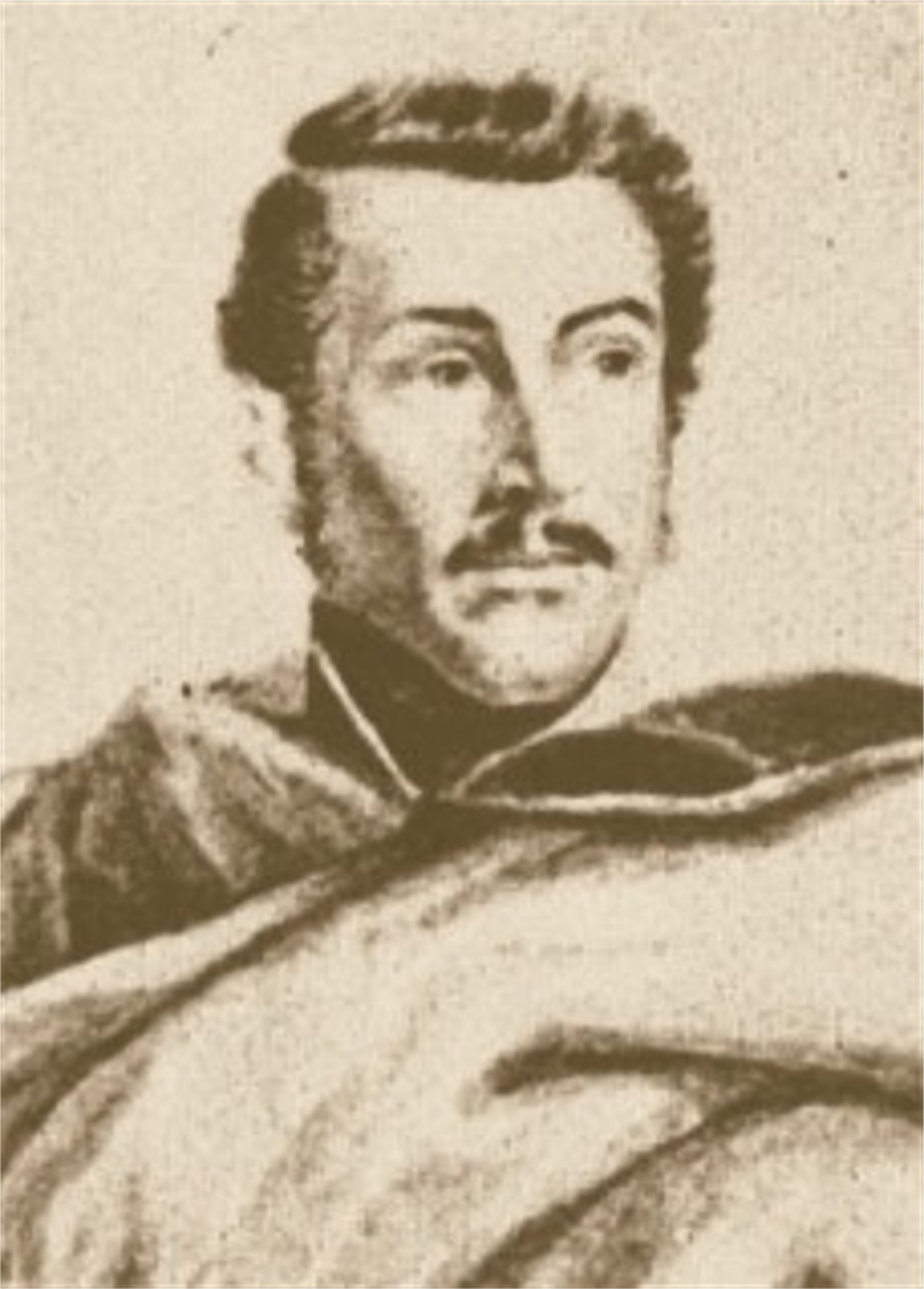
José Borjes

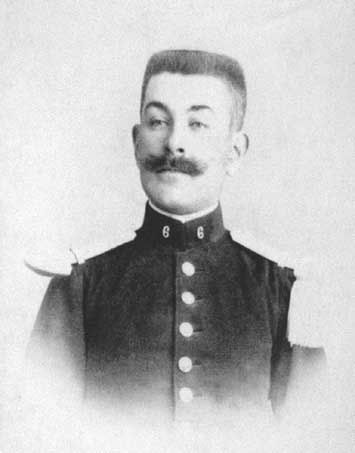
Augustin De Langlais

Crocco tornò sui suoi passi quando il governo borbonico in esilio sembrò aver finalmente mantenuto la sua promessa. Il 22 ottobre 1861, per ordine del generale borbonico Tommaso Clary, arrivò il generale catalano José Borjes, veterano delle guerre carliste, che incontrò Crocco nel bosco di Lagopesole. Il generale, reduce dal fallimentare tentativo di animare la reazione in Calabria, tentò di riuscirci in terra lucana, sperando di trovare nel capomassa rionerese un valido alleato per compiere l'impresa.
Borjes voleva trasformare la sua banda in un esercito regolare, adottando disciplina e precise tattiche militari; inoltre programmò di assoggettare i centri minori, dar loro nuovi ordinamenti di governo e arruolare nuove reclute per poter conquistare Potenza, ritenendo così di porre fine all'autorità sabauda in Basilicata. Crocco era diffidente: trovò il generale solamente con 17 uomini e non nutrì alcuna fiducia nei suoi confronti sin dall'inizio, temendo che Borjes volesse sottrargli il comando della spedizione. Inoltre era contrario alla strategia del militare catalano, ritenendo inutili gli attacchi ai centri abitati e considerava come unica alternativa possibile una guerriglia per colpire i galantuomini che avevano aderito al nuovo regime. Il capobrigante, riconoscendo in Borjes un esperto di guerra, accettò l'alleanza ma, nonostante tutto, i loro rapporti non saranno mai armoniosi.
Nel frattempo giunse da Potenza il francese Augustin De Langlais, che si presentò come agente legittimista al servizio dei Borbone. De Langlais, personaggio ambiguo di cui Borjes ebbe a dire nel suo diario «si spaccia come generale e agisce come un imbecille», partecipò a numerose scorrerie accanto al brigante e, per certi aspetti, fu il coordinatore principale dei movimenti delle bande.
Partito da Lagopesole, Crocco ripeté le imprese della precedente spedizione, mettendo a ferro e fuoco interi villaggi, in cui si registrarono episodi di violenza inaudita che lasciarono inorridito lo stesso Borjes, benché il capobrigante potesse quasi sempre contare sul supporto popolare. Raggiunse le sponde del Basento, ove riuscì a reclutare nuovi combattenti, e occupò Trivigno, mettendo subito in fuga le guardie nazionali. Giacomo Racioppi, ex governatore della Basilicata, riguardo all'invasione disse: «la plebe si aggiunge ai predoni, il paese va in fiamme e rapine; la colta cittadinanza o fugge, o si nasconde, o muore con le armi alla mano». Caddero sotto l'occupazione legittimista altri centri come Calciano, Garaguso, Salandra, Craco e Aliano.
Il 10 novembre, ottenne una netta vittoria su un gruppo di bersaglieri e guardie nazionali durante la battaglia di Acinello, uno dei più importanti conflitti del brigantaggio postunitario. Conquistati altri centri come Grassano, Guardia Perticara, San Chirico Raparo e Vaglio (che fu messa al sacco a causa dell'opposizione alle bande), Crocco giunse nelle vicinanze di Potenza il 16 novembre ma, per divergenze diplomatiche con Borjes, la spedizione verso il capoluogo non venne effettuata e l'armata dei briganti svoltò a Pietragalla. Il 19 novembre si tentò l'entrata in Avigliano (paese natale di Ninco Nanco) ma i contadini e gli artigiani si riunirono ai borghesi, respingendo i briganti.
Il 22 novembre, l'orda brigantesca occupò Bella e conquistò centri come Balvano, Ricigliano e Castelgrande ma venne sconfitta a Pescopagano, lasciando sul terreno 150 briganti tra morti e feriti. Esaurite le risorse per sostenere altre battaglie, Crocco ordinò ai suoi uomini la ritirata verso i boschi di Monticchio. Appena tornato, decise di rompere i rapporti con il generale Borjes, perché insicuro di vincere e ormai tradito dalla promessa del governo borbonico di un contingente maggiore. Il generale catalano, sconcertato dal suo cambio di rotta, si recò a Roma con i suoi uomini per fare rapporto al re e nella speranza di organizzare una nuova colonna di volontari pronti per ritentare l'impresa.
Durante il suo tragitto, Borjes fu catturato da alcuni regi soldati capeggiati dal maggiore Enrico Franchini e venne fucilato assieme ai suoi uomini a Tagliacozzo. Crocco rimase con De Langlais, il quale sparì, inspiegabilmente, dalla scena poco dopo. Con la fuoriuscita dei legittimisti stranieri, Crocco iniziò ad incontrare le sue prime difficoltà, poiché alcuni suoi uomini iniziarono ad agire contro i suoi ordini. Tutti i paesi insorti e occupati furono riconquistati, ristabilendo l'autorità sabauda, briganti e civili accusati (o sospettati) di manutengolismo furono arrestati o fucilati con esecuzioni sommarie senza processo.

### Le scorrerie nel sud Italia
Terminata la collaborazione con Borjes, Crocco ritornò ad azioni di mero banditismo, assalendo viandanti e compiendo depredazioni, ricatti, sequestri e omicidi di personalità gentilizie delle zone, al fine di estorcere migliaia di ducati. Il brigante iniziò a privilegiare la guerriglia allo scontro in campo aperto, suddividendo la sua armata in piccole bande distribuite nel territorio, che si sarebbero riunite in caso di scontri con un contingente più grande. La tattica rese i drappelli più agili e imprendibili, favoriti anche dal territorio boschivo e impervio, causando molti problemi ai reparti del Regio Esercito sempre più numerosi. Benché i tentativi di restaurazione fossero ormai vani, i realisti borbonici non abbandonarono Crocco e, vedendo nelle insurrezioni repubblicane e nella spedizione di Garibaldi verso lo Stato Pontificio una circostanza favorevole che avrebbe turbato l'attenzione del governo italiano, continuarono a sostenerlo cercando di ravvivare l'insorgenza.
Le sue scorrerie si protrassero fino alle zone di Avellino, Campobasso, Foggia, Bari, Lecce, Matera, Ginosa, Castellaneta e si ritrovò a collaborare in diverse occasioni con altri capobriganti, come Angelantonio Masini, Eustachio Fasano e il pugliese Sergente Romano. Quest'ultimo propose al suo sodale lucano di unire le proprie forze, muoversi su Brindisi, occupare Terra d'Otranto, (ove agiva il brigante Pizzichicchio), i comuni del barese innalzando la bandiera borbonica ma Crocco, a causa dell'esito negativo dei precedenti piani legittimisti, lasciò cadere il progetto. Dinnanzi all'apparente invincibilità degli uomini di Crocco, intervennero in aiuto della guardia nazionale e dell'esercito anche i militi della Legione ungherese, che diedero filo da torcere al capobrigante e le sue bande. Se da una parte Crocco perdeva uomini, dall'altra ne recuperò altrettanti a causa di una quantità irreversibile di renitenti che, per salvarsi dalla fucilazione, furono costretti alla macchia.
Nel marzo 1863 alcune delle bande di Crocco (tra cui quelle di Ninco Nanco, Caruso, Teodoro Gioseffi, Coppa, Sacchetiello e Malacarne), tesero un'imboscata a un distaccamento di 25 cavalleggeri di Saluzzo, guidato dal capitano Giacomo Bianchi, reduce della guerra di Crimea, uccidendo circa venti di loro, incluso il capitano. Lo sterminio avvenne in risposta alla fucilazione di alcuni briganti nei pressi di Rapolla, perpetrato dagli stessi cavalleggeri. Nell'autunno dello stesso anno, Crocco, spinto dalla crescente pressione della coalizione regia e dal graduale abbandono del sostegno popolare, ebbe un breve ritorno al legittimismo. Diffuse un invito alla rivolta, cercando di sfruttare il sentimento religioso del volgo, in cui sembrò offrire anche un'alleanza alle forze rivoluzionarie di sinistra antimonarchiche:

### Il tradimento e l'arresto

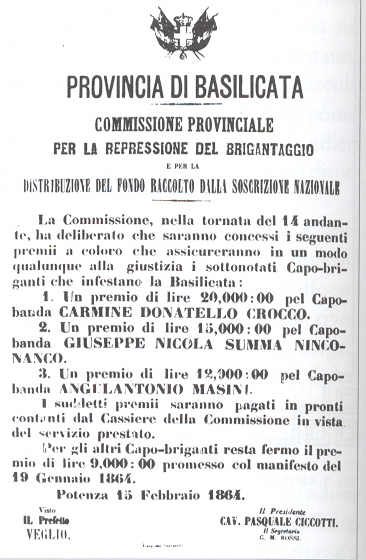
Taglia sulla cattura di Crocco, Ninco Nanco e Angelantonio Masini

Nel frattempo, il generale Fontana, i capitani Borgognini e Corona organizzarono negoziati con i briganti. L'8 settembre Crocco, Caruso, Coppa e Ninco Nanco si presentarono di propria volontà e furono ospitati in una casa di campagna nelle vicinanze di Rionero. Durante un banchetto, Crocco assicurò di condurre tutti i suoi 250 uomini alla resa, chiedendo per essi un salvacondotto e se ne andò verso Lagopesole, secondo le cronache locali, gridando «Viva Vittorio Emanuele» e sventolando un tricolore. In realtà il capobrigante, probabilmente scettico davanti alle promesse del regio governo o convinto dai notabili realisti a diffidare per evitare una possibile fucilazione, non fece più ritorno e l'accordo saltò.
Improvvisamente Giuseppe Caruso, fino a quel momento uno dei suoi gregari più fidati, entrò in attrito con lui e si allontanò dalla banda. Intanto, il generale Franzini, che si occupava di combattere il brigantaggio nel Melfese, fu sostituito, per motivi di salute, dal generale Emilio Pallavicini, proveniente dal comando della zona militare di Spinazzola. Pallavicini, militare di lunga carriera, era già noto per aver bloccato Garibaldi sull'Aspromonte mentre tentava di raggiungere lo Stato Pontificio. Caruso si arrese al generale Fontana il 14 settembre 1863 a Rionero, preparando una ritorsione nei confronti di Crocco. Anche i notabili che avevano promosso la reazione, intuendo la fine inesorabile della stessa, iniziarono a prendere le distanze da Crocco e, palesando egoisticamente sentimenti liberali, sollecitarono un'efficace azione nella lotta contro il brigantaggio.
Affidato a Pallavicini, Caruso svelò alle autorità i piani e i nascondigli dei briganti, guidando le truppe regie per il circondario di Melfi e ottenne dai suoi vecchi manutengoli informazioni precise e sicure che erano impossibili da avere alle truppe regolari. D'altra parte Pallavicini fece arrestare tutti i parenti dei briganti, ordinò la stretta sorveglianza delle carceri e delle case sospette e fece travestire gruppi di soldati da briganti; grazie a queste misure aumentò il numero di scontri a fuoco favorevoli al regio esercito e le masnade si indebolirono progressivamente. I briganti catturati, anziché essere giudicati da un tribunale militare, venivano freddati sul posto.
Con il rinnegamento di Caruso, Crocco fu costretto a tenersi nascosto a causa dei massicci rinforzi alla Guardia Nazionale inviati dal governo regio e del forte controllo di polizia a cui erano sottoposti i manutengoli. Ormai rimasto solo con pochi seguaci e accerchiato dai Cavalleggeri di Monferrato e di Lucca, fu costretto a dividere la sua banda in piccoli gruppi posti in luoghi strategici, come i boschi di Venosa e Ripacandida; trascorse i quattro mesi invernali senza dare notizie di sé, ritornando alla ribalta in aprile, alla guida di un piccolo gruppo di 15 uomini. Anche se messo alle strette, dimostrò di non essere facile preda, tant'è che lo stesso Pallavicini riconoscerà che lui e Ninco Nanco, malgrado fossero «primi tra' capi che ebbero più triste rinomanza», possedevano comunque «vere qualità militari» ed erano «abilissimi nella guerriglia».
Le truppe di Pallavicini lo sorpresero sull'Ofanto e decimarono il suo drappello il 25 luglio 1864. Riuscito a scappare, fu costantemente tallonato dai regi bersaglieri guidati da Caruso, i quali però non riuscirono mai a catturarlo. Davanti ad una sconfitta ormai inevitabile, Crocco, auspicando un aiuto da parte del clero, attraversò monti e foreste, cercando sempre di evitare i centri abitati, e giunse, con alcuni dei suoi uomini, nello Stato Pontificio il 24 agosto 1864 per incontrare a Roma Pio IX, il quale aveva sostenuto la causa legittimista. In realtà, il brigante fu catturato il giorno seguente dalla gendarmeria del papa a Veroli, per poi essere incarcerato a Roma. Tutto questo suscitò in lui un'amara delusione nei confronti del pontefice anche perché, oltre all'arresto, gli venne confiscata, a sua detta, una cospicua somma di denaro che aveva portato con sé nello Stato Papale.
Il 25 aprile 1867, Crocco fu tradotto a Civitavecchia e, imbarcato su un vapore delle Messaggerie Imperiali francesi, venne destinato a Marsiglia, per poi essere esiliato ad Algeri. Giunto nei pressi di Genova, il governo italiano intercettò l'imbarcazione e si ritenne autorizzato a farlo arrestare, ma Napoleone III ne reclamò il rilascio, sostenendo che il regno italiano non aveva alcun diritto d'arresto su una nave di un altro Stato. Dopo un breve periodo di detenzione a Parigi, Crocco fu rispedito nello Stato Pontificio a Paliano e, divenuto prigioniero dello Stato italiano con la presa di Roma (1870), venne portato ad Avellino e infine a Potenza. La sua fama era tale che, durante i suoi passaggi da una prigione all'altra, numerose persone accorrevano per poterlo vedere di persona.

### Il processo e la condanna
Durante il processo tenuto presso la Gran Corte Criminale di Potenza, al brigante furono imputati 67 omicidi, 7 tentati omicidi, 4 attentati all'ordine pubblico, 5 ribellioni, 20 estorsioni, 15 incendi di case e di biche con un danno economico di oltre 1.200.000 lire. Dopo 3 mesi di dibattimento, la Corte d'assise di Potenza lo condannò a morte l'11 settembre 1872, con l'accusa di numerosi reati quali omicidio volontario, formazione di banda armata, grassazione, sequestro di persona e ribellione contro la forza pubblica. Ma la pena, con decreto reale del 13 settembre 1874, fu commutata nei lavori forzati a vita in circostanze oscure, poiché altri briganti con capi d'imputazione simili furono giustiziati. Secondo Del Zio, le ragioni furono probabilmente a sfondo politico-diplomatico, perché il Governo italiano avrebbe dovuto subire «il volere francese».
Francesco Guarini, avvocato difensore di Crocco, chiedendo il rinvio della causa affermò: «Se Crocco fu mandato a Marsiglia, per essere poi tradotto in Algeri, ciò avvenne per transazioni diplomatiche fra il Governo pontificio ed il Governo francese, coll'acquiescenza del Governo italiano». Crocco, durante il suo interrogatorio, sostenne che le autorità del papa non poterono lasciarlo libero, poiché il Governo italiano le avrebbe accusate davanti alle potenze straniere «di favoritismo e di protezione verso i briganti». Conclusa la sentenza, il brigante venne prima assegnato al bagno penale di Santo Stefano e poi al carcere di Portoferraio, in provincia di Livorno, ove passò il resto della sua vita.

### Gli ultimi anni e la morte
(Carmine Crocco, intervistato da Salvatore Ottolenghi)

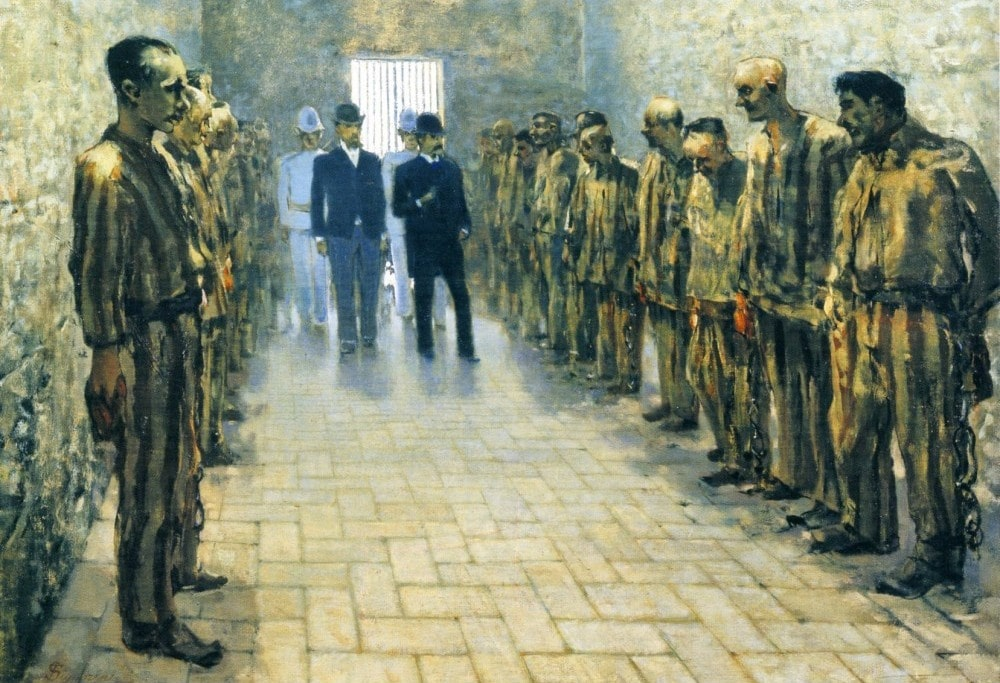
Crocco (il primo a destra) nel carcere di Portoferraio, dipinto di Telemaco Signorini

Durante la vita da carcerato, Crocco mantenne sempre un atteggiamento calmo e disciplinato verso tutti, sebbene non mancò di farsi rispettare dagli altri detenuti con l'autorità del suo nome e del suo passato. Non si unì mai a proteste e baruffe degli altri carcerati, preferendo rimanere sempre in disparte e prestò soccorso ai sofferenti. Venne visitato nel carcere di Santo Stefano da Pasquale Penta, criminologo di scuola lombrosiana, che vi rimase per 10 mesi.
Nonostante il direttore del presidio avesse redatto una nota in cui veniva definito «gravissimo, pericolosissimo» e da tenere «severamente e continuamente in osservazione», Penta non riscontrò in lui i caratteri del "delinquente nato"; era «capace in verità di grandi reati, ma anche di generosità, di sentimenti nobili, di belle azioni» e la causa della sua carriera criminale è forse «il germe della pazzia materna». Nella sua attività di capomassa, secondo Penta, fu autore di «mille delitti: saccheggi di città, incendi, omicidi, su quelli specialmente che lo avevano tradito, ricatti, estorsioni» ma, allo stesso tempo, cercò di tenere a bada «briganti e sotto-capibanda bestiali, ferini, e trattò a tu per tu con i generali italiani»; «imponeva che fossero rispettate le donne oneste, maritate o zitelle; che non si facesse male oltre il necessario e non si eccedesse nella misura della vendetta per compiere la quale era inesorabile: a molte giovani che non avevano come maritarsi regalò denaro; a dei poveri contadini comprò armenti ed utensili di lavoro».
Anche Vincenzo Nitti, figlio del medico massacrato a Venosa, militare della Guardia Nazionale e testimone oculare dei fatti, lo considerò «un ladrone per indole» ma anche un «brigante non comune per sveltezza di mente, astuzia, ardire, ed anche per una certa generosità brigantesca». Nel 1902, quando Crocco era imprigionato nel bagno penale di Portoferraio, giunse una comitiva di studenti di medicina legale dell'Università di Siena, accompagnata dal professore Salvatore Ottolenghi, con l'obiettivo di intervistare i condannati a scopo didattico. Ottolenghi ebbe un colloquio con Crocco, considerato dal professore il «vero rappresentante del brigantaggio nei suoi tempi più celebri», oltre a definirlo il «Napoleone dei briganti».
L'intervista verrà pubblicata l'anno successivo da uno studente di Ottolenghi, Romolo Ribolla, nell'opera Voci dall'ergastolo. Durante la conversazione l'ex brigante, ormai vecchio, con problemi fisici e dichiaratosi pentito del suo passato, raccontò sinteticamente la sua vita, lasciandosi andare anche al pianto; elogiò Garibaldi, Vittorio Emanuele II per avergli concesso la grazia (anche se, negli scritti autobiografici, attribuì il ringraziamento non per la propria vita ma per aver preservato i suoi familiari «dall'obbrobrio di sentirsi dire: "Siete nipoti dell'impiccato"»), dichiarando inoltre di esser rimasto scosso dall'assassinio del re successore Umberto I, ucciso dall'anarchico Gaetano Bresci. Il suo desiderio era morire nel paese natio, che non si avverò mai. Crocco si spense nel carcere di Portoferraio il 18 giugno 1905, all'età di 75 anni, di cui gli ultimi 29 passati in detenzione.

## Vita privata
Crocco fu legato inizialmente a una donna chiamata Olimpia. In seguito ebbe una relazione con Maria Giovanna Tito, conosciuta quando la brigantessa si aggregò alla sua banda. Da allora questa lo seguì fedelmente, mettendo fine alla relazione di Crocco con Olimpia. La Tito poi fu abbandonata dal capobrigante, che si era invaghito della vivandiera della banda di Agostino Sacchitiello, luogotenente di Crocco di Sant'Agata di Puglia. Nonostante la fine della loro relazione, Maria Giovanna continuò a operare sotto le dipendenze di Crocco, fino al 1864, quando fu arrestata. Il brigante ebbe anche una fugace relazione con Filomena Pennacchio, che divenne poi compagna del suo subalterno Giuseppe Schiavone.

## Le memorie

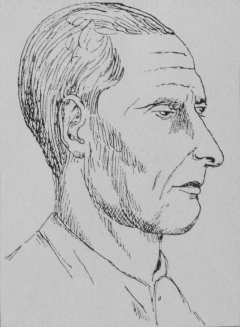
Crocco nel carcere di Santo Stefano, schizzo di Pasquale Penta

Durante la detenzione, il brigante iniziò la stesura della sua autobiografia, realizzata in due manoscritti (in realtà furono tre, ma uno di essi, in possesso del professor Penta, venne da questi smarrito). Il più noto è quello elaborato con l'ausilio di Eugenio Massa, un capitano del regio esercito, interessato a farsi raccontare gli avvenimenti di cui fu protagonista.
Massa, che riconobbe le sue brillanti capacità di leader («se avesse vissuto nell'età di mezzo, sarebbe forse salito a condizione di condottiero di ventura» ebbe a dire) pubblicò il racconto di Crocco, allegando l'interrogatorio di Caruso, in un libro denominato Gli ultimi briganti della Basilicata: Carmine Donatelli Crocco e Giuseppe Caruso (1903). L'opera fu ripubblicata più volte nel dopoguerra da diversi autori quali Tommaso Pedio (Manduria, Lacaita, 1963), Mario Proto (Manduria, Lacaita, 1994) e Valentino Romano (Bari, Mario Adda Editore, 1997). L'altra versione autobiografica, che non subì alcuna revisione linguistica, venne pubblicata dall'antropologo Francesco Cascella nell'opera Il brigantaggio: ricerche sociologiche ed antropologiche (1907), con la prefazione di Cesare Lombroso.
Come già accennato, le memorie di Crocco trascritte con il capitano Massa sono tuttora oggetto di dibattito e sono stati avanzati dubbi sull'autenticità dei suoi scritti. Secondo Tommaso Pedio, alcuni episodi raccontati non rispondono al vero o non vengono fedelmente ricostruiti, Benedetto Croce ritenne che le memorie fossero «bugiarde». Del Zio considerò il brigante quale autore del documento, data «la narrativa, la conoscenza esatta di persone, luoghi, paesi, campagne, e le iniziali di molti nominati», ma definì poco veritiera la storia raccontata; per costui, infatti, Crocco «mentisce in molti punti, esagera in altri, occulta quasi sempre e costantemente le sue brutalità, le sue lordure». Indro Montanelli dichiarò che si tratta di un componimento «viziato dall'enfasi e dalle reticenze, ma non privo di spunti descrittivamente efficaci sulla vita dei briganti, e abbastanza sincero».

## I luogotenenti

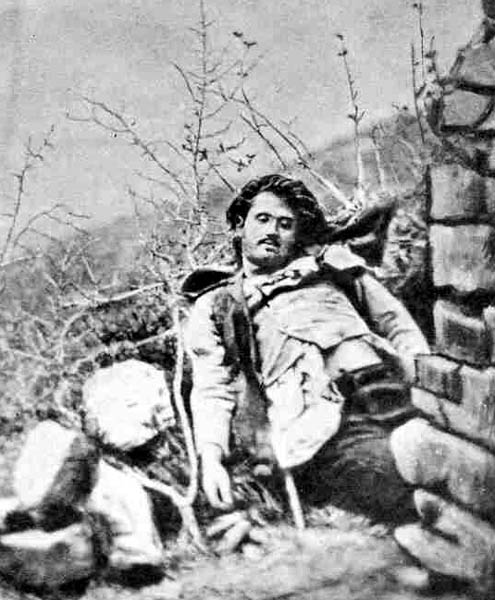
Ninco Nanco

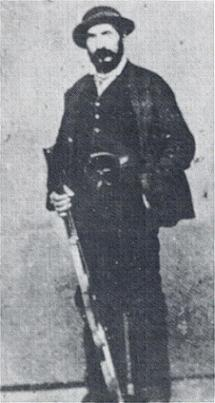
Giuseppe Caruso

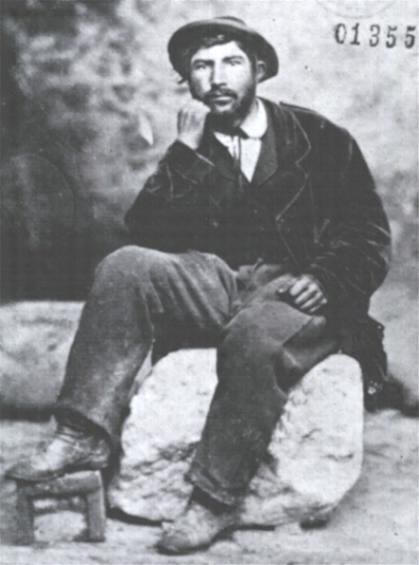
Giuseppe Schiavone, detto "Sparviero"

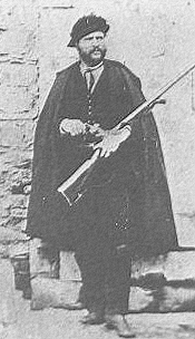
Vito di Gianni, detto "Totaro"

Tra i luogotenenti di Crocco sono da menzionare:
- Giuseppe Nicola Summa detto "Ninco Nanco", di Avigliano - si diede alla macchia dopo l'evasione dal carcere, condannato per aver ucciso uno dei suoi aggressori che, durante una rissa, lo costrinsero ad una lunga degenza. Si aggregò a Crocco, divenendone uno dei più brillanti luogotenenti, famoso per la sua efferatezza anche se mostrò compassione in alcune occasioni. Venne ucciso durante un'imboscata dalle guardie nazionali.
- Giuseppe Caruso detto "Zi Peppe", di Atella - guardiano campestre che si diede al brigantaggio nel 1861, dopo aver ucciso una Guardia Nazionale. Tradì il suo capo costituendosi alle autorità e le sue informazioni furono determinanti per annientare le bande di Crocco. Venne ricompensato con la nomina di guardia forestale di Monticchio.
- Vincenzo Mastronardi detto "Staccone", di Ferrandina - evaso dal carcere per reati comuni nel 1860, come Crocco aderì ai moti unitari e, non ricevuta la grazia, si unì al capobrigante. Catturato, venne ucciso misteriosamente nel 1861.
- Teodoro Gioseffi detto "Caporal Teodoro", di Rapolla - anch'egli guardiano campestre. Arrestato, fu condannato ai lavori forzati a vita.
- Giuseppe Schiavone detto "Sparviero", di Sant'Agata di Puglia - ex sergente borbonico unitosi ai briganti di Crocco per non prestare giuramento all'esercito italiano. Fu tra i briganti meno efferati e fu condannato a morte tramite fucilazione.
- Agostino Sacchitiello, di Bisaccia - agì in Irpinia alle dipendenze di Crocco. Fu arrestato nel 1864.
- Giovanni Fortunato detto "Coppa", di San Fele - fu probabilmente il più famigerato e spietato dei suoi luogotenenti e lo stesso Crocco lo definì il «più feroce tra tutti».[100] Figlio illegittimo di un barone e di una popolana, venne cresciuto dalla famiglia di Crocco, il quale era molto legato a lui, per poi essere adottato da un'altra famiglia. Arruolatosi nell'esercito borbonico e ritornato a San Fele dopo la caduta del regno delle Due Sicilie, venne insultato e picchiato da alcuni compaesani. Furioso per gli oltraggi ricevuti, si unì alla banda del suo amico d'infanzia. Divenne un brigante talmente crudele e perverso da essere temuto persino dai suoi stessi commilitoni (uno di loro, Vito di Gianni, gli attribuì indicibili torture e deturpamenti ai danni delle sue vittime)[101] e di non provare pietà nemmeno verso le persone a lui più vicine, tant'è che uccise suo fratello perché aveva saccheggiato una masseria senza il suo consenso.[102] Fortunato fu assassinato nel giugno 1863, in circostanze poco chiare. Secondo alcune testimonianze venne ucciso da Donato "Tortora" Fortuna, per riparare una violenza carnale nei confronti della sua donna Emanuela, dopo aver ricevuto il permesso da Ninco Nanco, il quale rimase commosso dall'accaduto.[103] Tuttavia, in un'intervista del 1887, Francesco "Tinna" Fasanella si ritenne l'autore dell'omicidio, poiché considerò Fortunato un brigante che «voleva ogni giorno aver qualcheduno da uccidere».[104]
- Pasquale Cavalcante, di Corleto Perticara - ex soldato borbonico che, tornato nel suo paese natale, venne umiliato. Una guardia nazionale, durante un diverbio con la madre, la picchiò e le ruppe una costola. Cavalcante vendicò sua madre uccidendo l'aggressore. Unendosi all'armata di Crocco, fu uno dei comandanti della cavalleria. Catturato dopo la soffiata di un tale Gennaro Aldinio, per ottenere la carica di ricevitore del fondaco delle privative di Lagonegro, venne condannato a morte a Potenza il 1º agosto 1863. Poco prima di spirare disse:

- Francesco Fasanella detto "Tinna", di San Fele - militare del disciolto esercito borbonico, tornò al proprio paese e venne schernito per aver servito i Borbone, soprattutto da Felice Priora, un tenente della guardia nazionale. Un giorno Priora gli diede uno schiaffo, Tinna lo spinse per terra e fuggì nei boschi divenendo fuorilegge. La moglie, sospettata di collusioni con lui, venne fucilata per ordine di Priora. Era incinta di sette mesi.[106] Tinna, furibondo, ammazzò il tenente e si unì all'armata di Crocco. Si costituì, volontariamente, nel 1863 e fu condannato a vent'anni di reclusione. Fu rilasciato nel 1884 e tornò nel suo paese natio.
- Donato Antonio Fortuna detto "Tortora", di Ripacandida - mandriano di professione, ex militare borbonico datosi alla macchia dopo aver rifiutato di arruolarsi nell'esercito dei Savoia. Ereditò, su nomina di Crocco, la banda del brigante Di Biase dopo la sua morte. Costituitosi a Rionero dal delegato di Pubblica Sicurezza, fu condannato nel 1864 ai lavori forzati a vita.
- Vito di Gianni detto "Totaro", di San Fele - ex gendarme borbonico, fu tra gli ultimi luogotenenti ad essere consegnati alla giustizia, decretando la fine dell'egemonia delle bande di Crocco. Fu arrestato nel febbraio 1865, convinto alla resa da Giuseppe Lioy, un sacerdote di Venosa, al quale Totaro rispose in maniera secca: «fummo calpestati: noi ci vendicammo: ecco tutto».[107]

## Nella cultura di massa

### Spettacolo
- Carmine Crocco è il personaggio principale del cinespettacolo "La storia bandita" che si tiene ogni anno, durante i mesi estivi, nel Parco della Grancìa a Brindisi di Montagna, al quale assistono migliaia di persone l'anno (nel 2000, gli spettatori ammontarono a 3000).[108] La manifestazione è curata da artisti come Michele Placido, Jean-François Touillard, Orso Maria Guerrini, Nanni Tamma e Lina Sastri. Tommaso Pedio ne è stato il consulente storico. Le musiche sono state composte da Antonello Venditti, Lucio Dalla, Eddy Napoli e Luciano Di Giandomenico.
- Nel 1980 lo scrittore Raffaele Nigro incentrò la sua opera teatrale "Il grassiere" intorno alle vicende di Crocco e degli altri briganti Caruso, Ninco Nanco e Filomena Pennacchio contrapposti al favoleggiato "ufficiale della grascia" (cioè delle tasse), detto appunto il Grassiere. L'opera fu portata in scena dalla compagnia Gruppo Abeliano di Bari in tutta Italia durante la stagione 1981/1982. Crocco fu interpretato dall'attore Raffaele Antini.
- Nel 2005, per commemorare il centenario della sua morte, l'"Associazione Culturale Skenè" di Rionero ha allestito la commedia popolare dal titolo "La Ballata del generale Crocco", scritta e diretta dal professore Mauro Corona.
- Un altro spettacolo, ideato e realizzato da Corona, è quello che viene riproposto ogni anno, nel mese di luglio, sempre a Rionero denominato "La Parata dei Briganti", rivisitazione storica dell'epopea brigantesca, allestita nel centro storico della città, dove si racconta la loro vita, le loro gesta e i processi di Crocco del 1870 e 1872 presso il tribunale di Potenza.
- Nel 2005, analogamente alle iniziative sopracitate, l'amministrazione comunale di Portoferraio, governata dal sindaco Caterina Schezzini, inaugurò una manifestazione teatrale per onorare i cent'anni dalla sua morte. Ospite d'onore fu lo scrittore Vincenzo Labanca, autore di diverse opere sul brigantaggio in Basilicata.[109]
- L'epopea e la vita di Carmine Crocco sono raccontate nello spettacolo: Terra Promessa. Briganti e Migranti di Marco Baliani, Felice Cappa e Maria Maglietta (2011).

### Film e documentari
- Il brigante di Tacca del Lupo (1952) di Pietro Germi, è basato vagamente sulle vicissitudini di Crocco.[110]
- Compare come conquistatore di Melfi nella seconda puntata dello sceneggiato televisivo L'eredità della priora di Anton Giulio Majano, trasmesso da Raiuno nel 1980, interpretato da Gerardo Amato.
- Fa una breve apparizione nel film 'o Re (1989) di Luigi Magni, impersonato da Alfredo Vasco.
- La sua storia ispirò Li chiamarono... briganti! (1999) di Pasquale Squitieri, nel quale Crocco fu interpretato da Enrico Lo Verso. Il film fu improvvisamente ritirato dalle sale cinematografiche.[111]
- Il film Darsi alla macchia (2003) di Fulvio Wetzl ricostruisce quattro episodi inediti della sua vita, attraverso i racconti orali raccolti tra gli anziani di Rionero e Barile. Nel film lo scrittore Raffaele Nigro contestualizza Crocco e il brigantaggio nella storia e nell'epica.
- Il documentario Carmine Crocco, dei briganti il generale racconta la vicenda del brigante di Rionero ricostruendo il clima di quegli anni. Scritto da Antonio Esposto e Massimo Lunardelli, è stato prodotto da Niccolò Bruna per l'associazione torinese Colombre nel 2008.
- La miniserie televisiva Il generale dei briganti di Paolo Poeti, trasmessa il 12 e 13 febbraio 2012 su RAI 1, verte sulla figura dello storico capo dei briganti basilicatesi, interpretato da Daniele Liotti.

### Letteratura
- Le gesta del brigante sono ampiamente raccontate nel romanzo L'eredità della priora di Carlo Alianello, da cui fu anche tratta la citata miniserie televisiva.
- Maria Rosa Cutrufelli si ispirò a Crocco per la realizzazione del romanzo La briganta, la cui storia della protagonista, Margherita, è simile a quella del brigante rionerese.[112]
- Crocco appare nel fumetto L'uomo del Sud (1978), illustrato da Alarico Gattia.[113]

### Musica
- I Musicanova, gruppo fondato da Eugenio Bennato e Carlo D'Angiò, gli hanno dedicato la canzone Il Brigante Carmine Crocco, contenuta nel disco Brigante se more (1980).
- Il Canzoniere Grecanico Salentino ha menzionato il brigante e il suo braccio destro Ninco Nanco nella canzone Quistione Meridionale, dall'album Come farò a diventare un mito (1983), il testo è stato composto dalla scrittrice Rina Durante, le musiche da suo cugino Daniele, il quale ripropose il pezzo nel disco E allora tu si de lu sud (2009). Lo stesso Canzoniere Grecanico Salentino, guidato dal figlio di Daniele, Mauro, lo rieseguì in Focu d'amore (2010).
- Viene citato dal rapper Kento nella canzone "Antifa" di Plaste: "Rimango militante, brigante: Carmine Crocco".

### Altro
- L'attore e regista Michele Placido è suo discendente da parte paterna.[108]
- Il brigante è anche la mascotte dei tifosi della "C.S. Vultur Rionero", squadra di calcio del suo paese natale.
- Sempre a Rionero, fu inaugurato, nel novembre 2008, un museo etnografico a lui dedicato: La Tavern r Crocc (La Taverna di Crocco), situato dove un tempo sorgeva l'abitazione del brigante. Il museo, oggi noto come Museo del brigantaggio, risiede attualmente nell'ex carcere cittadino.[114]
- Nel 2011, la Ferrovia Circumetnea inaugurò, per la linea metropolitana di Catania, due elettrotreni costruiti dalla Firema, ribattezzati Brigante e Donatello in onore del brigantaggio e del suo rappresentante.[115] Tuttavia, le denominazioni furono rimosse qualche anno dopo.[116]